# Powiat Vogelsberg
Powiat Vogelsberg (niem. Vogelsbergkreis) – powiat w Niemczech, w kraju związkowym Hesja, w rejencji Gießen. Siedzibą powiatu jest miasto Lauterbach.

## Podział administracyjny
Powiat Vogelsberg składa się z:
- 10 miast
- 9 gmin

Miasta:
| Lp. | Nazwa miasta  | Ludność (30.06.2010) | Powierzchnia km² |
| --- | ------------- | -------------------- | ---------------- |
| 1   | Alsfeld       | 16.524               | 129,69           |
| 2   | Grebenau      | 2.571                | 55,37            |
| 3   | Herbstein     | 4.870                | 79,98            |
| 4   | Homberg (Ohm) | 7.599                | 88,00            |
| 5   | Kirtorf       | 3.292                | 79,88            |
| 6   | Lauterbach    | 13.887               | 102,00           |
| 7   | Romrod        | 2.904                | 54,43            |
| 8   | Schlitz       | 9.793                | 142,09           |
| 9   | Schotten      | 10.905               | 133,56           |
| 10  | Ulrichstein   | 3.066                | 65,61            |

Gminy:
| Lp. | Nazwa gminy            | Ludność (30.06.2010) | Powierzchnia km² |
| --- | ---------------------- | -------------------- | ---------------- |
| 1   | Antrifttal             | 2.020                | 26,59            |
| 2   | Feldatal               | 2.644                | 55,69            |
| 3   | Freiensteinau          | 3.294                | 65,67            |
| 4   | Gemünden (Felda)       | 2.919                | 55,00            |
| 5   | Grebenhain             | 4.949                | 91,62            |
| 6   | Lautertal (Vogelsberg) | 2.481                | 53,61            |
| 7   | Mücke                  | 9.559                | 86,24            |
| 8   | Schwalmtal             | 2.903                | 54,21            |
| 9   | Wartenberg             | 3.971                | 39,54            |

## Współpraca
Miejscowość partnerska powiatu:
- Reinickendorf, Berlin